# أندريه كاريو
أندريه مارتن كاريو دياز (بالإسبانية: André Martín Carrillo Díaz؛ مواليد 14 يونيو 1991) هو لاعب كرة قدم بيروفي يلعب كجناح أو مهاجم ثاني و‌منتخب بيرو لكرة القدم.
بدأ كاريو مسيرته المهنية في عام 2009 مع أليانزا ليما. بعد ذلك بعامين، انتقل إلى سبورتينغ لشبونة في البرتغال وشارك لأول مرة مع منتخب بلاده. في عام 2016، انضم إلى الغريم بنفيكا وفاز بالدوري والكأس وكأس السوبر في موسمه الأول. ثم تمت إعارته لموسمين متتاليين، الأول لنادي واتفورد في الدوري الإنجليزي الممتاز، ومن ثم إلى نادي الهلال في الدوري السعودي.
على المستوى الدولي، خاض أكثر من 60 مباراة دولية مع بيرو منذ أول مشاركة له في 2011، ومثل بلاده في ثلاث نسخ من كوبا أمريكا (احتل المركز الثالث في 2011 و2015، والثاني في 2019) وكأس العالم 2018.

## مسيرته الكروية

### أليانز ليما
بدأ كاريو مسيرته الكروية في أكاديمية الشباب في ليما في استير غراندي دي بنتين، في عام 2004. ثم في عام 2007 انضم إلى أكاديمية شباب أليانزا ليما. أخيرًا في عام 2009، تم ترقيته إلى فريق ليانزا ليما الأول وشارك لأول مرة في الدوري في 5 ديسمبر في الجولة الأخيرة من الموسم. ولعب على أرضه في ملعب أليخاندرو فيانويفا، دخل الملعب في الدقيقة 75 حيث انتهت المباراة في نهاية المطاف بالتعادل 2–2 ضد سيزار فاليخو.

### سبورتينغ لشبونة
في 6 مايو 2011، تم الإعلان أن كاريو وقع عقدًا لمدة خمس سنوات مع سبورتينغ لشبونة. تم تضمينه سريعًا في الفريق الأول وكان بديلاً غير مشارك في مباريات الدوري في الجولة الثانية والثالثة. ثم في الجولة الخامسة ولعب كأساسي لأول مرة في الدوري البرتغالي الممتاز في 19 سبتمبر 2011 بفوز سبورتينغ خارج ملعبه 2–3. أمام ريو أفي. كان في التشكيلة الأساسية مرة أخرى في مباراته الثانية وصنع هدف في مباراة فوز فريقه 3–0 على فيتوريا سيتوبال. في وقت لاحق صنع هدفين في فوز سبورتينغ 6–1 أمام جل فيسنتي. ثم في مباراته الحادية عشرة، سجل أول هدف له في الدوري في الدقيقة 74، لكن لم يكن كافياً لتجنب الهزيمة 1–2 أمام براغا.
في 2 فبراير 2016، أعلنت إدارة سبورتينغ أن كاريو قد وقع عقدًا مع منافسهم في نفس المدينة بنفيكا حتى عام 2021.

### بنفيكا
انضم كاريو رسميًا إلى حامل اللقب البرتغالي نادي بنفيكا في 1 يوليو لموسم 2016–17.

#### واتفورد (إعارة)
في 24 أغسطس 2017، انضم إلى فريق الدوري الإنجليزي الممتاز نادي واتفورد على سبيل الإعارة لمدة موسم مع خيار الشراء.

### الهلال
لموسم 2018–19، أُعير مرة أخرى، هذه المرة إلى نادي الهلال في دوري المحترفين السعودي. في 23 يوليو 2019، وقع الهلال مع كاريو بشكل دائم في عقد مدته 4 سنوات.
في مباراة الذهاب من نهائي دوري أبطال آسيا 2019 في 9 نوفمبر، سجل الهدف الوحيد في الفوز 1–0 على أرضه أمام أوراوا رد دايموندز؛ واصل الهلال الفوز باللقب بعد الفوز 3–0 في مجموع المباراتين الذي سمح لهم بالتأهل إلى كأس العالم للأندية 2019.

### القادسية
لعب مع القادسية لمدة موسم في دوري الدرجة الأولى السعودي.

## مسيرته الدولية

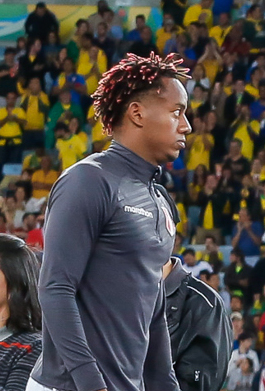
كاريلو بعد نهائي كوبا أمريكا 2019

في مارس 2011، تم استدعاء كاريو من قبل سيرجيو ماركاريان لمباراة بيرو ضد الإكوادورالتي كان فيها بديل لم يشارك. في مايو 2011 تم استدعائه للعب إلى كأس كيرين، ولاحقًا شارك أيضًا مع بيرو في كوبا أمريكا 2011.
سجل هدفه الدولي الثاني في 3 يوليو 2015 بفوزه 2–0 على باراغواي في مباراة تحديد المركزالثالث لبطولة كوبا أمريكا 2015.
في مايو 2018، تم اختيار كاريو في تشكيلة بيرو المؤلفة من 24 لاعب للمشاركة في كأس العالم 2018 في روسيا. سجل الهدف الأول لفريقه ضد أستراليا.
في مايو 2019، تم ضم كاريو إلى قائمة ريكاردو غاريكا النهائية المكونة من 23 لاعباً للمشاركة في بطولة كوبا أمريكا 2019 في البرازيل.

## الإحصائيات

### النادي
آخر تحديث 28 مايو 2023.
| النادي          | الموسم   | الدوري           | الدوري | الدوري  | الكأس الوطني | الكأس الوطني | كأس الدوري | كأس الدوري | قاري   | قاري    | أخرى   | أخرى    | المجموع | المجموع |
| النادي          | الموسم   | الدرجة           | الظهور | الأهداف | الظهور       | الأهداف      | الظهور     | الأهداف    | الظهور | الأهداف | الظهور | الأهداف | الظهور  | الأهداف |
| --------------- | -------- | ---------------- | ------ | ------- | ------------ | ------------ | ---------- | ---------- | ------ | ------- | ------ | ------- | ------- | ------- |
| أليانزا ليما    | 2009     | الدوري البيروفي  | 1      | 0       | —            | —            | —          | —          | —      | —       | —      | —       | 1       | 0       |
| أليانزا ليما    | 2010     | الدوري البيروفي  | 11     | 0       | —            | —            | —          | —          | 0      | 0       | —      | —       | 11      | 0       |
| أليانزا ليما    | 2011     | الدوري البيروفي  | 9      | 3       | 0            | 0            | —          | —          | 0      | 0       | —      | —       | 9       | 3       |
| أليانزا ليما    | المجموع  | المجموع          | 21     | 3       | 0            | 0            | —          | —          | 0      | 0       | —      | —       | 21      | 3       |
| سبورتينغ لشبونة | 2011–12  | الدوري البرتغالي | 24     | 2       | 6            | 1            | 3          | 0          | 13     | 0       | —      | —       | 46      | 3       |
| سبورتينغ لشبونة | 2012–13  | الدوري البرتغالي | 23     | 1       | 0            | 0            | 3          | 0          | 5      | 2       | —      | —       | 31      | 3       |
| سبورتينغ لشبونة | 2013–14  | الدوري البرتغالي | 27     | 2       | 1            | 0            | 3          | 0          | 0      | 0       | —      | —       | 31      | 2       |
| سبورتينغ لشبونة | 2014–15  | الدوري البرتغالي | 32     | 5       | 6            | 2            | 0          | 0          | 8      | 0       | —      | —       | 46      | 7       |
| سبورتينغ لشبونة | 2015–16  | الدوري البرتغالي | 4      | 1       | 0            | 0            | 0          | 0          | 2      | 0       | 1      | 1       | 7       | 2       |
| سبورتينغ لشبونة | المجموع  | المجموع          | 110    | 11      | 16           | 3            | 9          | 0          | 28     | 2       | 1      | 1       | 161     | 17      |
| بنفيكا          | 2016–17  | الدوري البرتغالي | 20     | 2       | 5            | 1            | 3          | 0          | 3      | 0       | 0      | 0       | 31      | 3       |
| واتفورد (إعارة) | 2017–18  | الدوري الإنجليزي | 28     | 1       | 2            | 1            | 0          | 0          | —      | —       | —      | —       | 30      | 2       |
| الهلال (إعارة)  | 2018–19  | الدوري السعودي   | 21     | 3       | 2            | 1            | —          | —          | 2      | 0       | 1      | 0       | 26      | 4       |
| الهلال          | 2019–20  | الدوري السعودي   | 27     | 4       | 2            | 0            | —          | —          | 13     | 3       | 2      | 0       | 44      | 6       |
| الهلال          | 2020–21  | الدوري السعودي   | 29     | 7       | 1            | 0            | —          | —          | 6      | 1       | 1      | 0       | 37      | 8       |
| الهلال          | 2021–22  | الدوري السعودي   | 22     | 4       | 2            | 1            | —          | —          | 6      | 1       | 4      | 1       | 28      | 6       |
| الهلال          | 2022–23  | الدوري السعودي   | 30     | 1       | 4            | 0            | —          | —          | 1      | 0       | 4      | 0       | 37      | 1       |
| الهلال          | المجموع  | المجموع          | 129    | 19      | 11           | 2            | —          | —          | 22     | 5       | 12     | 1       | 174     | 26      |
| الإجمالي        | الإجمالي | الإجمالي         | 308    | 36      | 34           | 7            | 12         | 0          | 56     | 7       | 13     | 2       | 423     | 51      |

1. ↑  المباراة في كأس السوبر البرتغالي
2. 1 2  المباريات في كأس السوبر السعودي
3. ↑  ثماني مباريات وهدفين في دوري أبطال آسيا 2019، خمس مباريات وهدف واحد في دوري أبطال آسيا 2020
4. ↑  المباريات في كأس العالم للأندية
5. ↑  ست مباريات وهدف واحد في دوري أبطال آسيا 2021

### المنتخب
آخر تحديث 4 يونيو 2021.
| المنتخب الوطني | العام   | الظهور | الأهداف |
| -------------- | ------- | ------ | ------- |
| بيرو           | 2011    | 1      | 0       |
| بيرو           | 2012    | 6      | 1       |
| بيرو           | 2013    | 5      | 0       |
| بيرو           | 2014    | 8      | 0       |
| بيرو           | 2015    | 9      | 1       |
| بيرو           | 2016    | 2      | 0       |
| بيرو           | 2017    | 8      | 1       |
| بيرو           | 2018    | 13     | 3       |
| بيرو           | 2019    | 12     | 0       |
| بيرو           | 2020    | 4      | 3       |
| بيرو           | 2021    | 1      | 0       |
| المجموع        | المجموع | 69     | 9       |

### الأهداف الدولية
قائمة الأهداف والنتائج مع منتخب بيرو الأول.
| # | التاريخ        | المكان                                      | الخصم     | الهدف | النتيجة | المباراة               |
| - | -------------- | ------------------------------------------- | --------- | ----- | ------- | ---------------------- |
| 1 | 15 أغسطس 2012  | ملعب كوستاريكا الوطني، سان خوسيه، كوستاريكا | كوستاريكا | 1–0   | 1–0     | ودية                   |
| 2 | 3 يوليو 2015   | ملعب كونثبثيون البلدي، كونثبثيون، تشيلي     | باراغواي  | 1–0   | 2–0     | كوبا أمريكا 2015       |
| 3 | 23 مارس 2017   | ملعب مونومنتال دي ماتورين، ماتورين، فنزويلا | فنزويلا   | 1–2   | 2–2     | تصفيات كأس العالم 2018 |
| 4 | 23 مارس 2018   | ملعب هارد روك، ميامي، الولايات المتحدة      | كرواتيا   | 1–0   | 2–0     | ودية                   |
| 5 | 3 يونيو 2018   | إيه إف جي أرينا، سانت غالن، سويسرا          | السعودية  | 1–0   | 3–0     | ودية                   |
| 6 | 26 يونيو 2018  | ملعب فيشت الأولمبي، سوتشي، روسيا            | أستراليا  | 1–0   | 2–0     | كأس العالم 2018        |
| 7 | 8 أكتوبر 2020  | ملعب ديفنسوريس دل تشاكو، أسونسيون، باراغواي | باراغواي  | 1–0   | 2–2     | تصفيات كأس العالم 2022 |
| 8 | 8 أكتوبر 2020  | ملعب ديفنسوريس دل تشاكو، أسونسيون، باراغواي | باراغواي  | 2–2   | 2–2     | تصفيات كأس العالم 2022 |
| 9 | 13 أكتوبر 2020 | ملعب بيرو الوطني، ليما، بيرو                | البرازيل  | 1–0   | 2–4     | تصفيات كأس العالم 2022 |

## الإنجازات
سبورتينغ لشبونة
- كأس البرتغال: كأس البرتغال 2014–15
- كأس السوبر البرتغالي: 2015

بنفيكا
- الدوري البرتغالي الممتاز: 2016–17
- كأس البرتغال: 2016–17
- كأس السوبر البرتغالي: 2016

الهلال
- الدوري السعودي 2019–20،[26] 2020–21 , 2021-22
- كأس خادم الحرمين الشريفين: 2019–20
- كأس السوبر السعودي: 2018[27]، 2021
- دوري أبطال آسيا: 2019[28]، 2021
- كأس سوبر لوسيل : 2022

بيرو
- كوبا أمريكا: الوصيف 2019؛ الميدالية البرونزية 2011، 2015

### الفردية
- الدوري البيروفي أفضل لاعب شاب: 2010

## وصلات خارجية
- أندريه كاريو على موقع قاعدة بيانات كرة القدم.إي يو (الإنجليزية)
- أندريه كاريو على موقع ناشيونال فوتبول تيمز (الإنجليزية)
- أندريه كاريو على موقع Soccerbase.com (لاعب) (الإنجليزية)
- أندريه كاريو على موقع Soccerway.com (الإنجليزية)
- أندريه كاريو على موقع عالم كرة القدم.نت (الإنجليزية)
- أندريه كاريو على موقع AS.com (الإسبانية)